# Andreja Leški
Andreja Leški (Koper, 8 de enero de 1997) es una deportista eslovena que compite en judo.
Participó en los Juegos Olímpicos de París 2024, obteniendo una medalla de oro en la categoría de –63 kg.
Ganó dos medallas de plata en el Campeonato Mundial de Judo, en los años 2021 y 2023, y tres medallas en el Campeonato Europeo de Judo entre los años 2021 y 2024.

## Palmarés internacional
| Juegos Olímpicos   | Juegos Olímpicos      | Juegos Olímpicos  | Juegos Olímpicos |
| Año                | Lugar                 | Medalla           | Categoría        |
| ------------------ | --------------------- | ----------------- | ---------------- |
| 2024               | París (Francia)       | Medalla de oro    | –63 kg           |
| Campeonato Mundial |                       |                   |                  |
| Año                | Lugar                 | Medalla           | Categoría        |
| 2021               | Budapest (Hungría)    | Medalla de plata  | –63 kg           |
| 2023               | Doha (Catar)          | Medalla de plata  | –63 kg           |
| Campeonato Europeo |                       |                   |                  |
| Año                | Lugar                 | Medalla           | Categoría        |
| 2021               | Lisboa (Portugal)     | Medalla de bronce | –63 kg           |
| 2023               | Montpellier (Francia) | Medalla de oro    | –63 kg           |
| 2024               | Zagreb (Croacia)      | Medalla de bronce | –63 kg           |